# Maria Lehaci
Maria Lehaci (nacida Maria Tivodariu, Câmpulung Moldovenesc, 28 de junio de 1999) es una deportista rumana que compite en remo. Su esposo Florin Lehaci y sus cuñados Ionela-Livia Lehaci y Marius Cozmiuc compiten en el mismo deporte.
Participó en dos Juegos Olímpicos de Verano, obteniendo una medalla de oro en París 2024, en la prueba de ocho con timonel, y el sexto lugar en Tokio 2020, en la misma prueba.
Ganó tres medallas en el Campeonato Mundial de Remo, en los años 2022 y 2023, y nueve medallas en el Campeonato Europeo de Remo entre los años 2018 y 2025.

## Palmarés internacional
| Juegos Olímpicos   | Juegos Olímpicos         | Juegos Olímpicos | Juegos Olímpicos   |
| Año                | Lugar                    | Medalla          | Prueba             |
| ------------------ | ------------------------ | ---------------- | ------------------ |
| 2024               | París (Francia)          | Medalla de oro   | Ocho con timonel   |
| Campeonato Mundial |                          |                  |                    |
| Año                | Lugar                    | Medalla          | Prueba             |
| 2022               | Račice (República Checa) | Medalla de oro   | Ocho con timonel   |
| 2023               | Belgrado (Serbia)        | Medalla de oro   | Ocho con timonel   |
| 2023               | Belgrado (Serbia)        | Medalla de plata | Cuatro sin timonel |
| Campeonato Europeo |                          |                  |                    |
| Año                | Lugar                    | Medalla          | Prueba             |
| 2018               | Glasgow (Reino Unido)    | Medalla de oro   | Ocho con timonel   |
| 2019               | Lucerna (Suiza)          | Medalla de plata | Dos sin timonel    |
| 2020               | Poznań (Polonia)         | Medalla de oro   | Ocho con timonel   |
| 2021               | Varese (Italia)          | Medalla de oro   | Ocho con timonel   |
| 2023               | Bled (Eslovenia)         | Medalla de oro   | Cuatro sin timonel |
| 2023               | Bled (Eslovenia)         | Medalla de oro   | Ocho con timonel   |
| 2024               | Szeged (Hungría)         | Medalla de oro   | Ocho con timonel   |
| 2024               | Szeged (Hungría)         | Medalla de plata | Cuatro sin timonel |
| 2025               | Plovdiv (Bulgaria)       | Medalla de plata | Cuatro sin timonel |